# Petstrana ortobikupola
| Petstrana ortobikupola | Petstrana ortobikupola                   |
| ---------------------- | ---------------------------------------- |
|                        |                                          |
| Vrsta                  | Johnsonovo telo J29-J30-J31              |
| Stranske ploskve       | 10 trikotnikov 10 kvadratov 2 petkotnika |
| Oglišča                | 20                                       |
| Robovi                 | 40                                       |
| Konfiguracija oglišča  | 10(32.42) 10(3.4.5.4)                    |
| Grupa simetrije        | D5h                                      |
| Dualni polieder        | -                                        |
| Lastnosti              | konveksna                                |
| mreža telesa           |                                          |

Petstrana ortobikupola je eno izmed Johnsonovih teles (J30). Kot že ime nakazuje, jo dobimo z združevanjem dveh petstranih kupol vzdolž njenih desetkotnih osnovnih ploskev tako, da se ujemata podobni stranski ploskvi. Vrtenje za 36º ene izmed kupol pred združevanjem nam da petstrano girobikupolo (J31).
Petstrana ortobikupola je tretja v neskončni množici ortobikupol.
V letu 1966 je Norman Johnson (rojen 1930) imenoval in opisal 92 teles, ki jih  imenujemo Johnsonova telesa.

## Prostornina in površina
Naslednji izrazi za prostornino (V) in površino (P) sta uporabna za vse stranske ploskve, ki so pravilne in imajo dolžino roba a:
{\displaystyle V={\frac {1}{3}}(5+4{\sqrt {5}})a^{3}\approx 4,64809...a^{3}}
{\displaystyle P=(10+{\sqrt {{\frac {5}{2}}(10+{\sqrt {5}}+{\sqrt {75+30{\sqrt {5}})}}}})a^{2}\approx 17,7711...a^{2}}